# Orso d'argento per il miglior contributo singolo
L'Orso d'argento per il miglior contributo singolo (Silberner Bär/Herausragende Einzelleistung) è stato un premio assegnato fino al 1999 dalla giuria internazionale del Festival di Berlino. Istituito nel 1956, è stato assegnato occasionalmente fino alla fine degli anni settanta e con regolarità a partire dall'edizione del 1981, tranne nel 1993.
Analogamente all'Orso d'argento per il miglior contributo artistico, assegnato tuttora, era un premio destinato a uno dei film in concorso per i risultati conseguiti in varie categorie artistiche, come regia, sceneggiatura, musiche e interpretazione.

## Albo d'oro

### Anni 1950
- 1956: Charles Frend - Per la regia di La lunga mano

### Anni 1970
- 1971
  - Ragnar Lasse-Henriksen - Per la fotografia di Love Is War
  - Frank D. Gilroy - Per la sceneggiatura di Desperate Characters
- 1976: László Lugossy - Per la regia di Azonositás
- 1979
  - Henning von Gierke - Per la scenografia di Nosferatu, il principe della notte
  - Sten Holmberg - Per la fotografia di Kejsaren
  - Tutto il team - Per Il matrimonio di Maria Braun

### Anni 1980
- 1981: Markus Imhoof - Per la sceneggiatura e la direzione del cast in La barca è piena
- 1982: Zoltán Fábri - Per la sceneggiatura di Requiem
- 1983: Xaver Schwarzenberger - Per la regia di L'oceano silenzioso
- 1984: Monica Vitti - Per l'interpretazione in Flirt
- 1985: Tolomusch Okejew - Per la regia e la sceneggiatura di The Descendant of the Snow Leopard
- 1986: Derek Jarman - Per la regia e la sceneggiatura di Caravaggio
- 1987
  - Márta Mészáros - Per la regia di Diario per i miei amori
  - Fernando Trueba - Per la regia di L'anno delle luci
- 1988: Janusz Zaorski - Per la regia e la sceneggiatura di Matka Królów
- 1989: Eric Bogosian - Per la sceneggiatura e l'interpretazione in Talk Radio

### Anni 1990
- 1990: Xie Fei - Per la regia di Black Snow
- 1991: Kevin Costner - Per la regia, la produzione e l'interpretazione in Balla coi lupi
- 1992: Ricardo Larraín - Per la regia di La frontera (miglior opera prima)
- 1994: Alain Resnais - Per la regia di Smoking/No Smoking
- 1995
  - Vadim Abdrašitov - Per la regia di Pesa dlya passazhira
  - Tutto il team - Per Blush

- 1996: Yōichi Higashi - Per la regia di Village of Dreams
- 1997: Zbigniew Preisner - Per le musiche di L'isola in via degli Uccelli
- 1998: Matt Damon - Per la sceneggiatura e l'interpretazione in Will Hunting - Genio ribelle
- 1999: Marc Norman e Tom Stoppard - Per la sceneggiatura di Shakespeare in Love